# Salina de la Laguna Verde
Pour les articles homonymes, voir Laguna Verde.
La Salina de la Laguna Verde est un complexe de trois petits lacs (lagunas en espagnol) et de trois petits salars ou salines, disposés en enfilade nord-sud au sein d'un bassin endorrhéique situé dans les Andes, dans la province argentine de Catamarca, à l'ouest du département de Tinogasta, en bordure de la frontière chilienne.

## Les plus hauts volcans de la Terre
Le bassin ou cuvette de la Salina de la Laguna Verde a cette particularité remarquable d'être entourée par sept des douze plus hauts volcans de la planète, et au centre d'une région qui en comporte bien plus.
Au nord s'étend une haute chaîne volcanique sans nom, qui va d'est en ouest aux alentours du 27e degré de latitude sud, et s'étend sur à peine 50 kilomètres. Elle détermine une portion de la frontière avec le Chili, et comprend la plupart des géants des Andes. Citons (d'est en ouest) le Nevado Incahuasi (6 610 m), le El Fraile, le volcan El Muerto (6 488 m) , le Nevados Ojos del Salado le plus haut volcan du monde (6 891 m), le volcan Ata (6 501 m), le Nacimientos ou Walter Penck I (6 669 m) avec plus au sud le Cerro Bayo (6 436 m), le Solo (6 205 m), le Nevado Tres Cruces (6 749 m), et quelques autres encore.
Du côté sud, le bassin est dominé par l'imposant massif du Monte Pissis, le second plus haut volcan du monde, (6 792 m) avec un peu plus au sud le tout aussi imposant Cerro Bonete Chico (6 759 m), et le Cerro Negro de la Laguna Verde (5 764 m). Ces sommets déterminent la limite avec la province argentine de La Rioja.
À l'ouest également, une série de sommets forment la frontière chilienne, dont le Puntiagudo y Llamas (5 930 m) et le Los Patos (6 239 m). Le volcan Azufre ou Copiapó (6 052 m) tout proche n'en fait pas partie. Il se trouve totalement en territoire chilien.

## Le bassin de la Salina de la Laguna Verde
La Salina de la Laguna Verde est subdivisée en six portions qui s'enchaînent du nord au sud :
- La Laguna Norte (lac nord)
- La Salina Norte (saline nord), suivie au sud par une vaste zone de sable.
- La Salina Central (saline centrale).
- La Laguna Verde Central (lagune verte centrale) ou Laguna Verde proprement dite, aux couleurs vert-turquoise. Elle est suivie d'un isthme, puis d'un nouveau désert sableux.
- La Salina Sur (saline sud)
- Enfin la Laguna Verde Sur ou Lagune verte sud (de couleur en fait brun foncé ou caramel)

L'ensemble se déroule sur plus ou moins quarante kilomètres. À une quinzaine de kilomètres au sud-est de la Lagune verte sud, se trouve un autre petit lac de montagne, enfermé dans une sous-cuvette endorrhéique : la Laguna de los Aparejos. 
La zone reçoit très peu de précipitations et de manière très irrégulière. L'eau des lagunes provient essentiellement de la fonte des glaciers des volcans environnants. Leur niveau, donc leur étendue est variable. Il arrive, mais rarement, qu'à la suite de précipitations anormalement élevées dans la région, les zones sableuses se recouvrent d'eau.
Les principaux hôtes de ces lieux sont les flamants des Andes qui tirent leur couleur rose des artémie dans leur alimentation. Ces sortes de microcrevettes la tiennent elles-mêmes d'algues monocellulaires de couleur rose se développant abondamment dans les salars. Elles produisent des pigments issus de la photosynthèse dont des caroténoïdes profitant de l'index UV exceptionnel de ces zones de très haute altitude.

## Tourisme - Sports de montagne
Le bassin inhabité est très difficile d'accès. Du côté argentin, depuis Fiambalá ou Tinogasta, par la route nationale 60 de fort bonne qualité, seule une piste y mène, uniquement fréquentable en été. Vers le Chili, le bassin s'ouvre sur la région d'Atacama par un petit col appelé Paso Tres Quebradas ou Paso del Toro Muerto (4 867 mètres d'altitude) dépourvu de voie carrossable. La raréfaction de l'air et le froid ambiant dus à l'altitude peuvent causer des malaises. Réservé aux amateurs du tourisme d'aventure et de haute montagne.
Malgré ses remarquables attraits pour les sports de montagne, les expéditions d'alpinisme et la découverte, la région est largement sous-équipée sur le plan touristique, le pire étant l'absence de route pour y accéder et l'inexistence de bases de départ rapprochées. C'est la raison pour laquelle l'essentiel des expéditions sur les sommets frontaliers se fait au départ du versant chilien dont une partie constitue le parc national Nevado Tres Cruces.